# مترونومی
مترونومی (به انگلیسی :Metronomy) یک گروه موسیقی در سبک الکترونیک انگلیسی است که در سال ۱۹۹۱ تشکیل شده‌است. از سال ۲۰۲۱، گروه متشکل از جوزف ماونت (آواز، کیبورد و گیتار)، اسکار کش (ساکسیفون، هم‌خوان، گیتار و کیبورد)، آنا پریور (درام و آواز)، اولوگبنگا آدلکان (گیتار بیس و آواز) و مایکل لاوت (کیبورد و گیتار) است.موسیقی آنها متشکل از موسیقی پاپ الکترونیکی آوازی است. ماونت همچنین ریمیکس‌هایی را با نام مترونومی منتشر می‌کند و برای آثار هنرمندان زیادی از جمله گوریلاز، سباستین تلیه، روتس مانووا، فرانتز فردیناند، کلاکسون، گلدفرپ، یانگ نایوز، زیرو۷، لیدی‌تران، کیت نش، لیدی گاگا و لیکه لی ریمیکس ساخته‌است.

## تاریخچه گروه
نام «مترونومی» در ابتدا توسط ماونت انتخاب شد، چرا که نام برایش جالب بود و با گروه‌هایی که در آن عضویت داشت، یعنی Autechre و Funkstorung سازگاری داشت. کلمه «مترونومی» همچنین به یک مترونوم ارجاع داده شده‌است، که قطعه ای از تجهیزات است که نوازندگان برای کمک به حفظ و تنظیم سرعت استفاده می‌کنند.
در پاییز ۲۰۰۵، مترونومی، اولین آلبوم خود را منتشر کرد، «پیپ پین (پرداخت ۵۰۰۰ پوند بدهی)» و قبل از آن اولین تک آهنگ خود یعنی "You Could Easily Have Me" را منتشر کرد.بعد از اینکه مورد توجه محدود قرار گرفت، ماونت شروع به کسب شهرت از طریق اجرای زنده کرد. اساساً مترونومی در ابتدا، یک دی جی محسوب می‌شد، اگرچه ماونت خیلی زود از پسر عمویش اسکار کش و یکی از دوستان قدیمی مدرسه اش گابریل استببینگ خواست که به او بپیوندند.ماونت توضیح داد:
«من به تنهایی اجرا می‌کردم (...)، که [این] خیلی تلخه، بنابراین فکر کردم بهتره که یک گروه موسیقی تشکیل بشه»
در طول سه سال آینده، این سه نفر به کسب تجربه از طریق اجرای زنده پرداختند، در حالی که ماونت به میکس آثار سایر هنرمندان مشغول بود، زیرا مسائل مربوط به قرارداد با شرکت ضبط، از ضبط هر اثر جدیدی جلوگیری می‌کرد. ماونت دربارهٔ ریمیکس‌ها گفته‌است:
«به‌طور مجزا، من فقط رمیکسرهایی را دوست دارم که واقعاً به کاری که انجام می‌دهند اهمیت بدهند. صادقانه می‌توانم بگویم که من واقعاً در تمام ریمیکس‌هایم نقش[مؤثری]داشته‌ام.»
مترونومی "از نظر کار رمیکس منتشر شده" امتیاز خوبی کسب کرده‌است. با این حال، یک ریمیکس به نام "City of Blinding Lights" از گروه یوتو، توسط مدیر آنها رد شد و هرگز انتشار نیافت.

## ترانه‌شناسی
مترونومی تا به حال هفت آلبوم استودیویی منتشر کرده‌است.
- پیپ پین (۵۰۰۰ پوندی که بدهکاری را پرداخت کن)، (به انگلیسی: Pip Paine (Pay the £5000 You Owe)))،(۲۰۰۶)
- بیرون شبها (به انگلیسی: Nights Out)، (۲۰۰۸)
- ریویرای انگلیسی (به انگلیسی: The English Riviera)، (۲۰۱۱)
- نامه‌های عاشقانه (به انگلیسی: Love Letters)، (۲۰۱۴)
- تابستان ۰۸ (به انگلیسی: Summer 08)، (۲۰۱۴)
- مترونومی تا همیشه (به انگلیسی: Metronomy Forever) ،(۲۰۱۹)
- دنیای کوچک (به انگلیسی: Small World) ،(۲۰۲۲)